# Cyprideis remanei
Cyprideis remanei is een mosselkreeftjessoort uit de familie van de Cytherideidae. De wetenschappelijke naam van de soort is voor het eerst geldig gepubliceerd in 1940 door Klie.